# At-Zeichen
Das At-Zeichen oder kurz At [ɛt] (englisch at „bei“) ist das Schriftzeichen @. Umgangssprachliche Bezeichnungen sind Affenschwanz, Affenohr, Affenschaukel oder Klammeraffe, in Deutschland (DIN 5008) heißt es auch Adresszeichen.
Das At-Zeichen ist grundlegender Bestandteil von E-Mail-Adressen, es steht dort zwischen Benutzername und Domain. Außerdem wird es als Symbol für das Internet genutzt, zum Beispiel auf Wegweisern zu Internetcafés.

## Geschichte

### Ähnliche Zeichen in Mittelalter und Neuzeit bis zum 18. Jahrhundert
Ähnliche Zeichen lassen sich seit dem Mittelalter nachweisen. Es ist jedoch umstritten, inwieweit die modernen Verwendungen des Zeichens sich darauf zurückführen lassen, oder ob dies unabhängige Entwicklungen ähnlicher Zeichen sind.
Zwei solcher Verwendungen werden im Mittelalter angesiedelt: entweder die Entstehung als handschriftliche Verschmelzung (Ligatur) der Buchstaben a und d des lateinischen Wortes ad (deutsch: zu, an, bei) oder als Abkürzungszeichen. So soll es im Italien des 16. Jahrhunderts als Hohlmaßeinheit genutzt worden sein.
Die schlüssigste Theorie für einen tatsächlichen Vorgänger des Zeichens ist, dass die Mauren das Zeichen als Maßeinheit auf die Iberische Halbinsel brachten, was heute noch auf aus dieser Zeit stammenden Wein- und Olivenfässern zu sehen ist. In der Folge nutzten es spanische, portugiesische und dann auch französische Kaufleute, die mit Stieren und Wein handelten, als ein Maß für Festes und Flüssiges namens arroba, etwa zehn Kilogramm (25 Libras) oder 15 Liter. Das Wort ist arabisch, الربع / ar-rubʿ bedeutet „das Viertel“. Die Einheit arroba(s) wurde mit dem Zeichen @ dargestellt. Der Name arroba für das @ hat sich seither in Spanien, Frankreich, Portugal und Brasilien erhalten.
In einem Mennoniten-Verzeichnis der Stadt Danzig aus den 1660er Jahren wurde das @ als Kürzel für „anno“ (lateinisch „im Jahr“) verwendet.
In den Akten des Reichskammergerichts aus dem 18. Jahrhundert wurde das @ mit der Bedeutung gegen (lateinisch: contra; kontrahiert zu ca) benutzt, beispielsweise Maier @ Müller.

### 19. Jahrhundert

Mögliche Entstehung des Zeichens:
aus dem französischen à

Im angloamerikanischen Bereich hat sich das Zeichen möglicherweise aus französisch à mit der noch heutigen kaufmännischen Bedeutung entwickelt, wie 2 Stück à 500 Gramm (= zu je 500 Gramm). Das in der Schreibung des Englischen nicht vorkommende à war möglicherweise Händlern mit Beziehungen zu Frankreich geläufig und wurde letztendlich zur für Französischunkundige deutlicheren Form @ modifiziert. Es ist seit 1880 auf US-amerikanischen Schreibmaschinen nachgewiesen. Als kaufmännisches Zeichen wurde es seinerzeit commercial a genannt. Aus Preisangaben wie 5 apples @ 10 p ergibt sich die Bedeutung: five apples at 10 pence each („5 Äpfel zu je 10 Pence“).

### 20. Jahrhundert und Gegenwart
Das Fieldata-Computerprojekt des US Army Signal Corps aus den 1950er Jahren verwendete einen Zeichensatz, welcher auch der ursprüngliche Zeichensatz der Computer der Serie 1100 von Univac war und der großen Einfluss auf den späteren ASCII-Zeichensatz haben sollte. Hier wurde dieses Zeichen als Master Space (MS) bezeichnet und diente zur Einleitung von Steueranweisungen.
Bei der Erfindung der E-Mail 1971 wurde nach einem noch ungenutzten Zeichen im Schriftsatz amerikanischer Fernschreiber (ASCII) gesucht, das zwischen Benutzer- und Rechnername gesetzt wird und die beiden Namen eindeutig trennen sollte. Dabei stieß Ray Tomlinson auf das @ und benutzte es als Symbol für at in E-Mail-Adressen. Die Benennung at (= „bei“) passte auch deshalb, weil der Benutzername vor dem @ eine Person und die Domain hinter dem @ ursprünglich meist den Großrechner des Betriebs oder Instituts bezeichnete, bei dem die Person arbeitete.
Im Englischen wird durchgängig die Aussprache des Wortes „at“ benutzt (wie in I’m at home), also [æt]; das Zeichen heißt dort heute at sign oder commercial at. Der Name wird im Deutschen in der Regel in der Aussprache angepasst und [ɛt] („Ätt“) ausgesprochen.
Seit Anfang 2004 ist das At-Zeichen offizieller Bestandteil des Morsecodes: ·−−·−· (Eingabe wie A, gefolgt ohne Pause von C).
Am 22. März 2010 gab das New Yorker Museum of Modern Art (MoMa) bekannt, dass das Zeichen @ in den Bestand des Museums aufgenommen wurde.

## Typografie und Aussehen
Das Zeichen besteht aus einer zumeist geschlossenen („einstöckigen“) Form des kleingeschriebenen lateinischen „a“, zumeist auch in geradem („normalem“) Schriftschnitt rechtsgeneigt ähnlich einer kursiven Form mit einem am Auslauf rechts unten ansetzenden, die gesamte a-Form linksläufig in zumeist etwa gleichmäßigem Abstand umlaufenden und nahe dem Anschlusspunkt frei (in Serifenschriften zumeist in einem spitzen Auslauf) endenden Bogen („Affenschwanz“). Die Höhe und Lage der a-Form kann dem Kleinbuchstaben „a“ entsprechen (also von der Grundlinie bis zur x-Linie reichen), häufig ist die a-Form aber auch kleiner und liegt dann zwischen den genannten Linien. Der Bogen ragt in jedem Fall unter die Grundlinie und über die x-Linie, muss aber nicht unten die p-Linie oder oben die H-Linie erreichen.
Im kursiven Schriftschnitt kann, sofern die a-Form (wie zumeist) schon in geradem Schriftschnitt kursiv erscheint, die gleiche Glyphe wie bei geradem Schriftschnitt verwendet werden. In einigen Schriftarten ist hier bei unveränderter a-Form die Rundungsachse des umschließenden Bogens schräggestellt.

a, At-Zeichen und (soweit vorhanden) kleines lateinisches Alpha in den Schriftarten
Arial, Times New Roman, Cambria, Linux Libertine,
Adobe Garamond, Andron Mega Corpus, Consolas, Breitkopf-Fraktur
In der zweiten Zeile kursiv in denselben Schriftarten

## Weitere Verwendungen

### Ansprache einzelner Personen im Schriftverkehr
Laut DIN 5008 kann das Adresszeichen in an mehrere bekannte Personen gerichteten Texten zur Vereinfachung der Ansprache einzelner Personen verwendet werden. Dabei steht das Zeichen am Zeilenanfang, gefolgt von Leerzeichen, Name und Doppelpunkt; diese Zeichenfolge kann durch Fettschrift hervorgehoben werden.

### Benutzer-Identifikation im Mikroblogging

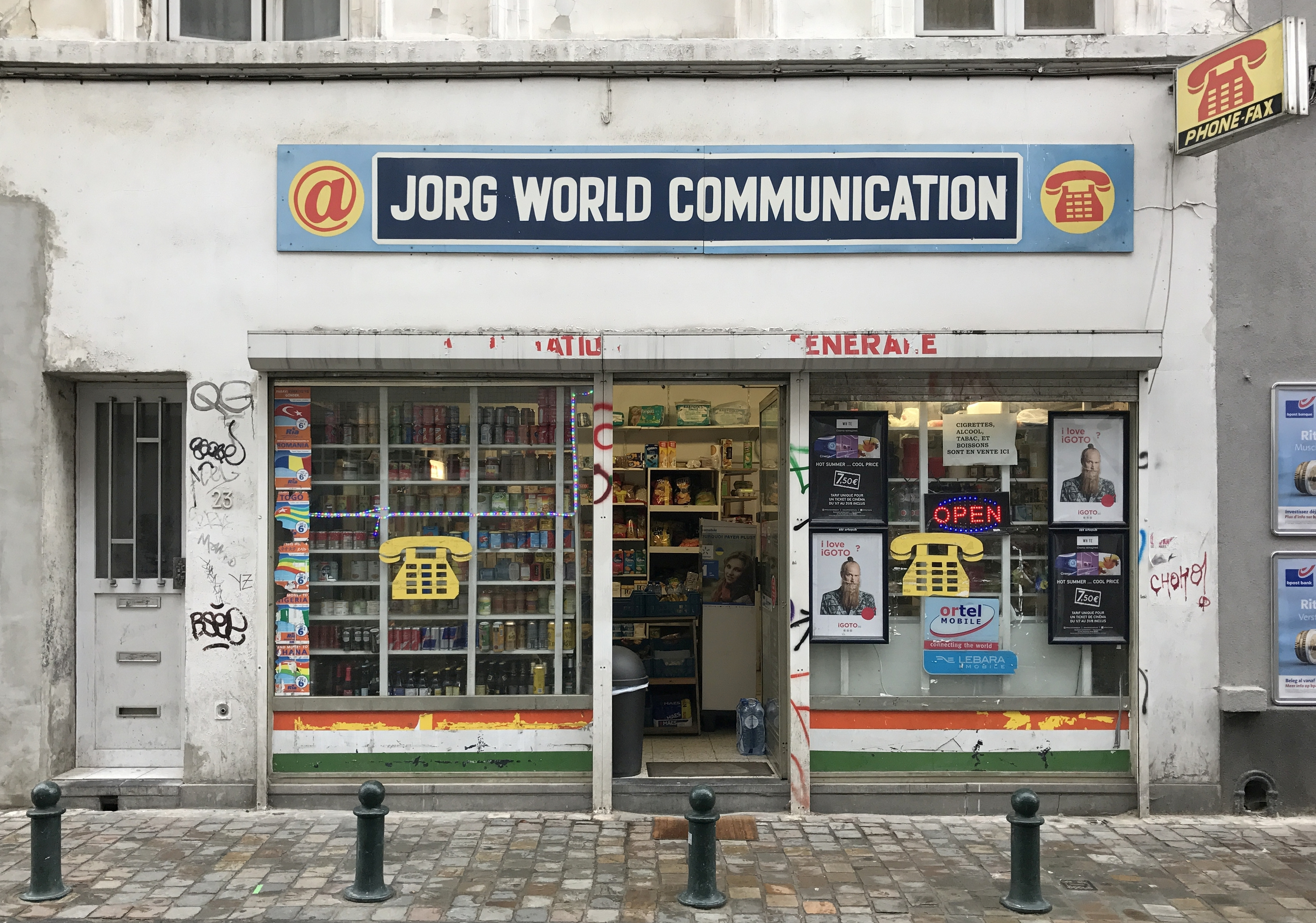
At-Zeichen als Symbol für Internet-Dienstleistungen auf einem Ladenschild in Brüssel (2017)

In Mikroblogging-Texten (z. B. Twitter-Nachrichten) wird das Adresszeichen einem Benutzernamen direkt (ohne Leerzeichen) vorangestellt, beispielsweise wenn man den Text als speziell für den genannten Benutzer bedeutsam ansieht, oder wenn man sich auf Handlungen oder Texte dieses Benutzers bezieht.

### Symbol für das Internet
Im englischen Sprachraum war das Zeichen schon lange vor dem Aufkommen des E-Mail-Verkehrs in Gebrauch, daher wird es dort nicht als spezifisch mit dem Internet verbundenes Symbol angesehen. Diese symbolische Assoziation ergibt sich in nicht-englischsprachigen Ländern daraus, dass das Zeichen in diesen Ländern vor dem Aufkommen des Internets höchstens Programmierern und Heimcomputer-Nutzern geläufig war, aber im Schriftverkehr keine Rolle spielte.

### Zeichen für das Wortbei
Das Zeichen @ wird gelegentlich auch in naturwissenschaftlichen Zusammenhängen, in Datenblättern von elektronischen Bauteilen und in sonstigen Texten zur verkürzten Schreibweise von englisch at oder deutsch bei verwendet. Beispiel:
- d = 1,000 g/ml @ 4 °C, 1015 mbar – die Dichte von Wasser bei einer bestimmten Temperatur und einem bestimmten Druck

In chemischen Formeln wird das Zeichen @ für endohedrale Komplexe verwendet, bei denen ein Teilchen in einem anderen Teilchen eingeschlossen ist. Beispielsweise ist in He@C60 ein Heliumatom in einem kugelförmigen Molekül aus Kohlenstoffatomen gefangen.
Auch im US-Sport wird das @ gelegentlich eingesetzt, um das at zu ersetzen. Die Heimmannschaft wird hier als zweites genannt. Beispiel: Arizona Cardinals @ Seattle Seahawks

### Programmiersprachen
In älteren Programmiersprachen (zum Beispiel in einigen Dialekten von BASIC oder im Datenbanksystem dBASE) wurde @ manchmal auch als Operator für Positionsangaben verwendet, der nur in manchen Dialekten vorhandene BASIC-Befehl PRINT @ 12,10,"HALLO" stellt zum Beispiel das Wort HALLO in der 10. Zeile und ab der 12. Spalte des Bildschirms dar.
In einigen Programmiersprachen, beispielsweise in der Entwicklungsumgebung Delphi verwendeten Variante von Object Pascal, wird mit @ die Speicheradresse einer Variable ermittelt. var p: Pointer; d: Double; begin p := @d; end; ermittelt zum Beispiel die Adresse der Gleitkommavariable d und speichert sie in der Zeigervariablen p.
In der Programmiersprache PHP wird @ als Fehlerkontrolloperator vor einem Funktionsaufruf notiert, um Fehlermeldungen der aufgerufenen Funktion zu unterdrücken.
In der Programmiersprache Forth bezeichnet @ den „Fetch“-Operator, der den Inhalt einer Speicheradresse auf den Stack legt. Der dazugehörige Speicheroperator „Store“ wird mit „!“ bezeichnet, so drückt man beispielsweise C = A + B durch A @ B @ + C ! aus.
In Objective-C leitet das @ das Literal eines String-Objectes ein, beispielsweise @"Simon sagt". Ebenso sind dort (gegenüber C) neue Schlüsselwörter mit einem voranstehenden @ gekennzeichnet (zum Beispiel @interface, @synchronized etc.).
In Haskell ist das @ (gelesen as, englisch für als) ein Schlüsselwort, um dem gesamten Wert eines Pattern-Matchings einen Bezeichner zuzuordnen. Beispielsweise bezeichnet im Ausdruck list@(x:xs), der eine nicht-leere Liste matcht, der Name list die gesamte Liste, während x das erste Element und xs die Restliste bezeichnet; list entspricht also x:xs. Ein solches Pattern wird als as-pattern bezeichnet.
In Julia wird das @ als Präfix für Makros verwendet, beispielsweise @time.
In Java beginnen Annotations mit einem @, z. B. @Override.
In Python werden Decorators mit einem @ eingeleitet, z. B. @property.
In der Standard-Kommandosprache DCL des Betriebssystems OpenVMS wird das @-Zeichen zum Starten von Kommandoprozeduren benutzt.

### Firmennamen

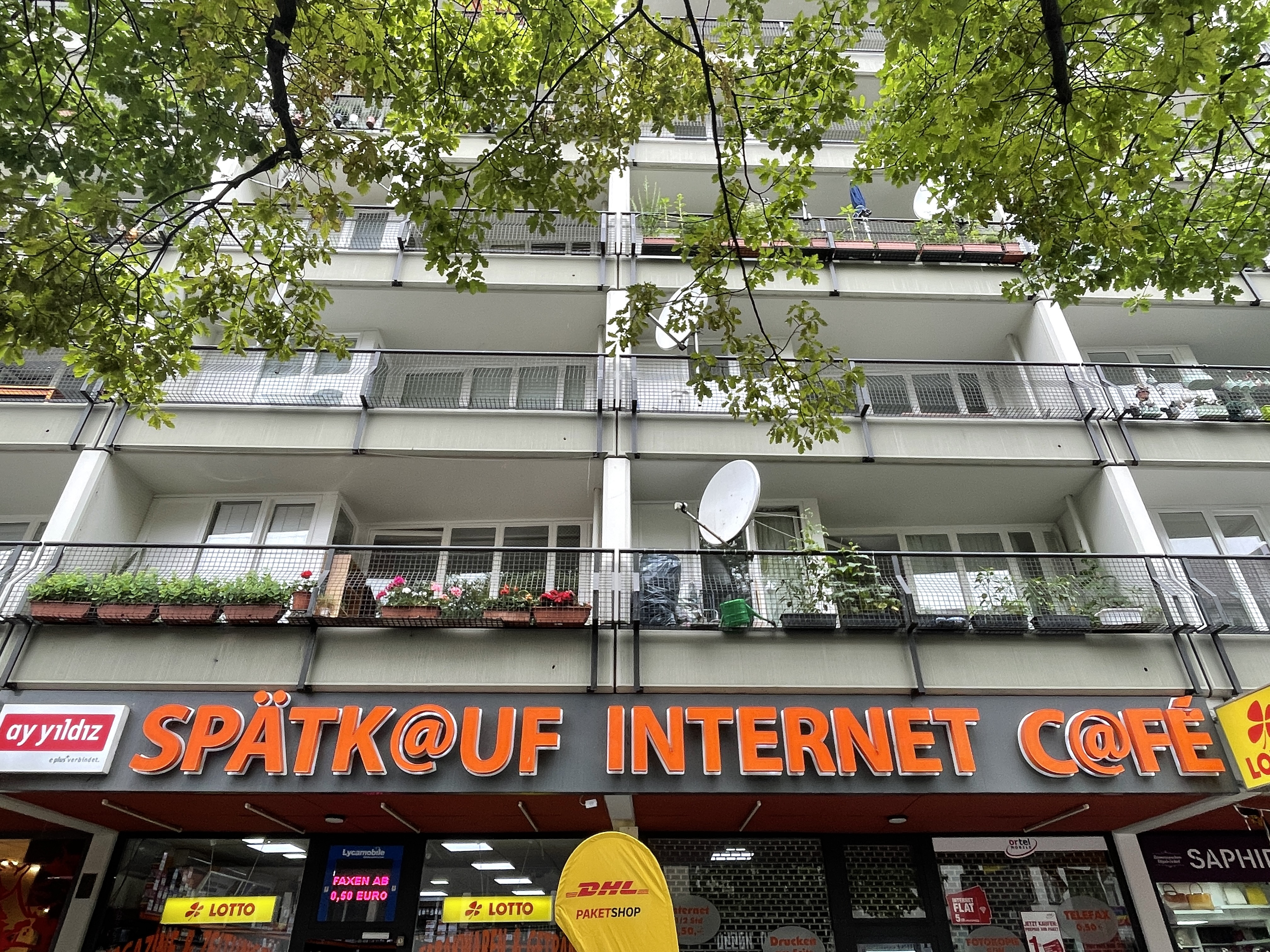
At-Zeichen als Ersatz für den Buchstaben „a“ in den Wörtern „Spätk@uf“ und „Internet C@fé“, Berlin 2021

Bitte den Hinweis zu Rechtsthemen beachten!
In Deutschland war die Zulässigkeit des At-Zeichens und anderer Sonderzeichen, die nicht (wie z. B. das Kaufmanns-Und „&“) Bestandteil der deutschen Rechtschreibung sind, in im Handelsregister einzutragenden Firmennamen zunächst umstritten, kann aber mindestens seit 2009 als prinzipiell möglich gesehen werden. Noch um das Jahr 2000 herum wurde dies regelmäßig abgelehnt, beispielsweise in einem Beschluss des Oberlandesgerichtes Braunschweig vom 27. November 2000 (Az. 2 W 270/00, „met@box“), oder in einem Urteil des Landgerichts München I vom 3. April 2001 (Az. 17 HTK 24115/00, „D @ B“). Bereits 2004 ließ das Landgericht Berlin dies jedoch zu (Az. 102 T 122/03, „T@S GmbH“), mit Beschluss vom 12. Februar 2009 (Az. 17 HKT 920/09, „@p oHG“) auch das Landgericht München I. In der letztgenannten Entscheidung wurde als wesentlich herausgestellt, dass das „@“ als das englische Wort „at“ aussprechbar ist und somit der Aussprechbarkeit des Firmennamens nicht im Wege steht. Eine Verwendung des „@“ als eine modische Schreibweise des Buchstabens „a“ sei hingegen nicht im Handelsregister eintragungsfähig.
In Österreich ist das Zeichen @ seit dem zum 1. Januar 2007 erfolgten Inkrafttreten des Unternehmensgesetzbuches (UGB) grundsätzlich eintragungsfähig, aber nur dann zulässig, wenn an der Aussprache keine Zweifel bestehen (je nach Verwendung: „at“ oder „a“ oder „Klammeraffe“).

### Markenzeichen
In Deutschland wurde „@“ im Jahr 2012 als Wortmarke für verschiedene Nizza-Klassen (unter anderem für Nahrungsmittel und Bekleidung) geschützt. Gegen die Eintragung wurde 2013 Löschungsantrag aufgrund Nichtigkeit wegen absoluter Schutzhindernisse eingereicht. 2014 löschte das deutsche Patent- und Markenamt die Marke. Das Bundespatentgericht bestätigte diese Löschung 2017 und führte aus, dass das @-Zeichen ein grundlegender Bestandteil von E-Mail-Adressen sei.
Eine internationale Registrierung wurde 2014 zurückgewiesen.

### Buchstabe

#### Koalib

Buchstabe ähnlich dem At-Zeichen in der Schriftart Doulos SIL

Die im südlichen Sudan gesprochene Sprache Koalib verwendet das lateinische Alphabet mit Erweiterung um einige zusätzliche Buchstaben, darunter einem dem At-Zeichen ähnlichen Buchstaben, der in der Schreibung arabischer Lehnwörter zur Umschrift des ʿAin dient. Ein im Jahr 2004 gestellter Antrag, diese Zeichen als lateinische Buchstaben in Unicode aufzunehmen, wurde abgelehnt, nachdem Bedenken vorgebracht wurden, ein dem At-Zeichen zu ähnlicher Buchstabe würde Spoofing erleichtern und so Sicherheitslücken schaffen. Ein weiterer 2012 gestellter Antrag, nur den Großbuchstaben als nicht in URLs zugelassenes Sonderzeichen zu codieren und für den Kleinbuchstaben auf das vorhandene At-Zeichen zu verweisen, wurde ebenfalls nicht angenommen, da die Sprachgemeinschaft stattdessen die Zeichen Ⓐ/ⓐ (U+24B6 circled latin capital letter a, U+24D0 circled latin small letter a) verwenden könne.
Die sich mit Minderheitensprachen befassende Organisation SIL International pflegt in diesem Rahmen eine Liste von nicht in Unicode aufgenommenen Zeichen, denen sie Codepunkte in der „Private Use Area“ von Unicode zuweist. Hier sind die At-Zeichen-ähnlichen Buchstaben als U+F247 latin small letter at und U+F248 latin capital letter at enthalten. Seit dem 15. Februar 2013 sind mit der Version 6.2a dieser Liste jedoch diese Buchstaben als „deprecated“ gekennzeichnet, und auch hier wird stattdessen die Verwendung der eingekreisten Buchstaben Ⓐ/ⓐ empfohlen.

#### Yuchi
Die aktuelle Verschriftung der Sprache der heute in Oklahoma lebenden Yuchi verwendet das At-Zeichen für den Laut [æ] wie in Englisch at. Da diese Verschriftung keine Großschreibung verwendet (sondern lateinische Großbuchstaben als eindeutige Schreibung spezifischer Phoneme einsetzt), wird keine Großbuchstaben-Variante des „@“ verwendet.

### Geschlechtsneutrale Kurzschreibung (Spanisch)

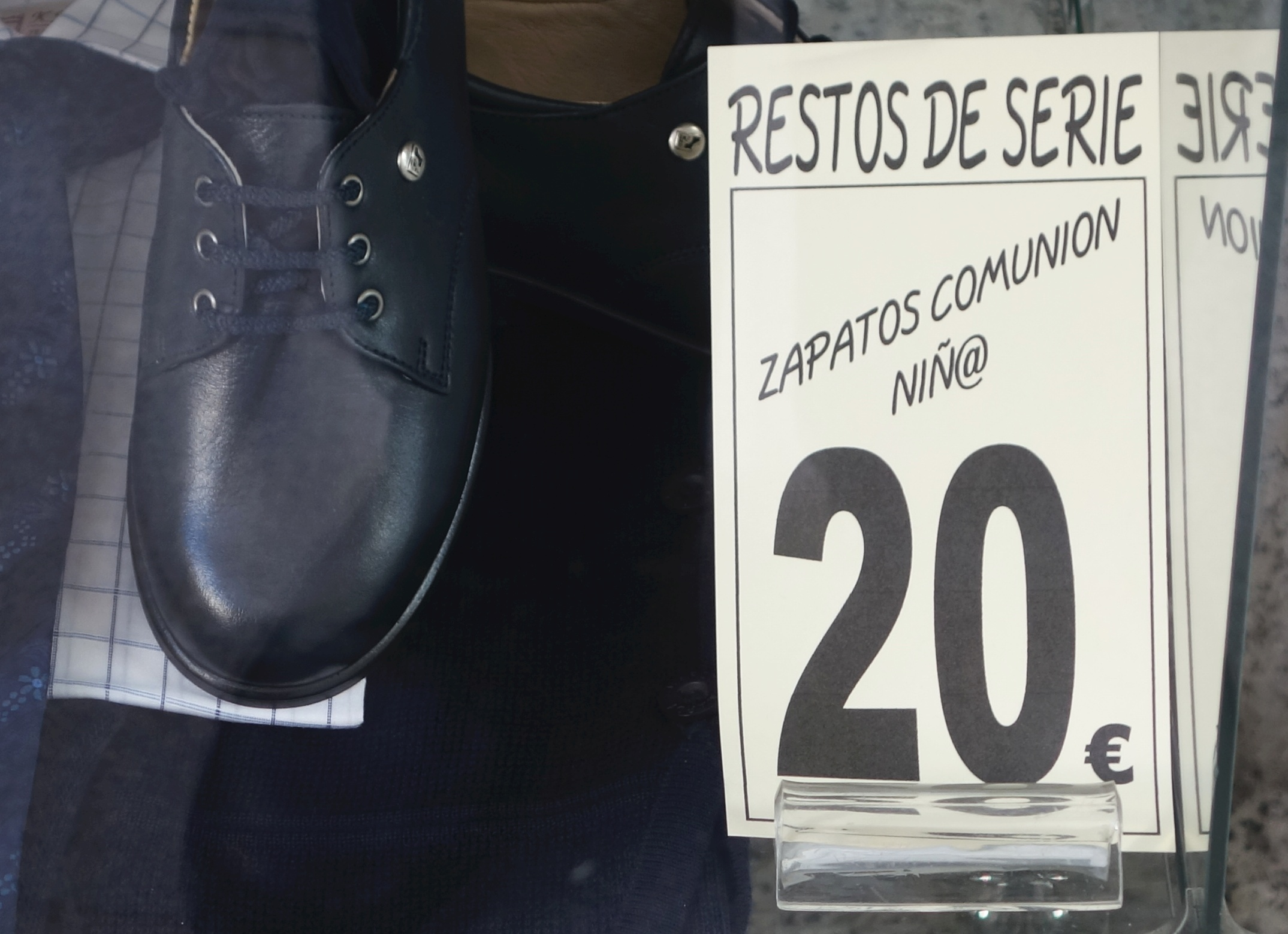
Schaufenster in Córdoba (Südspanien, 2014): „niñ@“ steht hier für „niño/niña“

In spanischsprachigen Ländern wird das At-Zeichen für eine geschlechtsneutrale Kurzschreibung verwendet, indem es gleichzeitig den Endungsbuchstaben a (weiblich) oder o (männlich) darstellt. Dies findet sich vorwiegend in informeller Kommunikation wie Chats oder auf Webseiten, aber gelegentlich auch in offiziellen Dokumenten, beispielsweise im bolivianischen Certificado Médico de nacid@ viv@ (Lebendgeborenen-Zertifikat).

## Darstellung in Computersystemen
Im internationalen Zeichenkodierungssystem Unicode ist das Zeichen im Block Basis-Lateinisch enthalten als U+0040 commercial at. Dies ist die gleiche Position wie im älteren ASCII-Zeichensatz.
Im Internet-Dokumentenformat HTML wird es folgendermaßen kodiert:
- &commat;
- &#x0040; (hexadezimal) und
- &#64; (dezimal).

### Tastatur
Auf PC-Tastaturen ist die Taste wie folgt belegt: Shift+' (Britisch), Alt-Gr+Q (Deutschland), Alt Gr+2 (Schweiz),  Shift+2 (us-amerikanisch). Das Zeichen kann dort mittels Eingabe seines ASCII-Codes 64 auf dem Ziffernblock bei gedrückter Alt-Taste geschrieben werden: Alt+6,4.
Auf Apple-Tastaturen ist die Taste wie folgt belegt: ⌥+L (Deutschland, ab Mac OS 9.1; davor: ⌥+⇧+1),  ⌥+G (Schweiz).

### Ersetzung
Kann das Zeichen nicht dargestellt werden, weil es in der verwendeten Schriftart oder dem Zeichensatz fehlt (beispielsweise im Teletext oder bei Schreibtelefonen), so kann es eventuell durch Hilfswörter wie „at“ (englisch) oder auch ‚an‘, ‚bei‘, ‚per‘, ‚pro‘, ‚für‘ oder ‚je‘ ersetzt werden. Bis 1982 konnte ein von Leerzeichen umschlossenes at statt  @ auch im damaligen Internet bei E-Mail-Adressen verwendet werden. Mit Ersetzung des RFC 733 durch RFC 822 entfiel diese Möglichkeit.
Da allerdings praktisch alle modernen Rechnersysteme und -schriften auf Unicode oder dem älteren ASCII-Standard basieren, kann das Zeichen problemlos weltweit dargestellt, verarbeitet, übertragen und archiviert werden. Eine Ersetzung aus technischen Gründen ist deshalb kaum nötig. Auch wenn die verwendete Tastatur das Zeichen nicht aufweist, kann es praktisch immer über eine entsprechende Funktion des Betriebssystems oder des jeweiligen Texteditors eingefügt werden.
In neuerer Zeit wird das Zeichen im Internet auch oft durch andere Zeichenfolgen wie zum Beispiel „(a)“, „(at)“, „[at]“ oder die oben erwähnten Hilfswörter ersetzt, um es Spambots vermeintlich zu erschweren, eine Zeichenfolge als E-Mail-Adresse zu erkennen.

## Bezeichnung in anderen Sprachen
- Auf Arabisch wird es heute „et“ ausgesprochen (aus dem Englischen entlehnt).
- Im Aserbaidschanischen wird es „at“ genannt (aus dem Englischen entlehnt).
- Im Baskischen sagt man „a bildua“ (a gerollt oder a eingehüllt).
- Im Bulgarischen wird der Klammeraffe „bulgarisch кльомба“ („klyomba“, keine weitere Bedeutung) oder „маймунско а“ (Affen-A) genannt.
- Im Dänischen und Schwedischen heißt er „snabel-a“ (Rüssel-A). Aufgrund der ähnlichen Form wird in Schweden das At-Zeichen oftmals auch als Kanelbulle bezeichnet.
- Auf Finnisch hieß der Klammeraffe ursprünglich „taksamerkki“ (Gebühren-Zeichen) oder „yksikköhinnan merkki“ (Stückzahlpreis-Zeichen). Mittlerweile ist die offizielle und verbreitete Bezeichnung aber „ät-merkki“; alltäglich: „kissanhäntä“ (Katzenschwanz). Bei Angabe von E-Mail-Adressen sagt man „ät“ oder „miuku mauku“ (onomatopoetisch Katze andeutend).
- Im Französischen ähnlich wie im Spanischen und Portugiesischen (s. u.): „ar(r)obas(e)“ oder „arrobe“. Aber auch „a commercial“.
- In Griechenland wird es als Entchen (kleine Ente, griechisch παπάκι ‚papaki‘) bezeichnet.
- Im modernen Hebräisch wird er umgangssprachlich mit dem deutschen Wort „Strudel“ (in hebräischer Schrift שטרודל) bezeichnet, nach der Form des Gebäcks. Die offizielle Bezeichnung lautet „keruchith“ (כרוכית), das hebräische Wort für Strudel.
- Im Isländischen sagt man „fílseyra“ (Elefantenohr) zum Klammeraffen.
- Auf Italienisch sagt man „chiocciola“ (Schnecke) dazu.
- Auf Japanisch wird es „attomāku“ (アットマーク, „At-Zeichen“) genannt. Das Wort ist ein Wasei-Eigo, eine Wortschöpfung, die sich englischer Begriffe bedient. Es wird manchmal auch Naruto genannt, wegen des Naruto-Strudels oder -Essens (Kamaboko).
- Auf Koreanisch wird es „골뱅이“ (Golbaengi; zu deutsch „Wellhornschnecke“) genannt.
- Im Kroatischen wird es informell „manki“ genannt. Die Wortbezeichnung ist angelehnt an die englische Aussprache für den Begriff monkey. Die kroatische Bezeichnung für einen Affen, majmun, wird nicht verwendet.
- In Litauen nennt man den Klammeraffen „Eta“.
- Im Niederländischen spricht man vom „apenstaartje“ (Affenschwänzchen).
- Die Norweger nennen den Klammeraffen „krøllalfa“ (Kringel-Alpha).
- In der polnischen Sprache nennt man das Zeichen „małpa“ (Affe) oder „małpka“ (Äffchen).
- In Portugal, Spanien und Lateinamerika stand das Zeichen für ein Gewicht von 25 Pfund (einem Viertelzentner), später für 15 kg. Sowohl diese Gewichtseinheit als auch das Symbol werden in beiden Sprachen „arroba“ genannt, von arab. „ar-roub“ (das Viertel). Als Zeichen befand es sich vereinzelt auf Schreibmaschinentastaturen dieser Länder.
- Auf Russisch sagt man „sobaka“ (собака) (Hund) oder dim. „sobačka“ (собачка) (Hündchen).
- Im Serbischen ist der Begriff „ludo-A“ (Verrücktes A) verbreitet, aber auch „majmun“ (Affe), „majmunsko A“ (äffisches A) und „majmunski rep“ (Affenschwanz) sind geläufige Begriffe.[35]
- Im Slowakischen und Tschechischen sagt man „Zavináč“ (Rollmops).
- Im Türkischen sagt man „kuyruklu a“ (a mit Schwanz), wobei Kuyruk den Schwanz eines Tieres bezeichnet.
- In Ungarn wird es „kukac“ (Wurm), vereinzelt auch „bájgli“ (~ Strudel) genannt.